# Culicoides causeyi
Culicoides causeyi är en tvåvingeart som beskrevs av Mohan Gangopadhyay och Dasgupta 2000. Culicoides causeyi ingår i släktet Culicoides och familjen svidknott.
Artens utbredningsområde är West Bengal (Indien). Inga underarter finns listade i Catalogue of Life.